# La Garrovilla
La Garrovilla es un municipio y localidad de España, en la provincia de Badajoz, comunidad autónoma de Extremadura. La localidad existe al menos desde el siglo XIII, cuando la zona quedó bajo control de la Orden de Santiago, tras la Reconquista cristiana. La villa está enclavada en las fértiles tierras agrícolas de las Vegas Bajas del río Guadiana y situada a 15 km de Mérida y a 50 km de Badajoz. Pertenece a la comarca de Tierra de Mérida - Vegas Bajas, al Partido judicial de Montijo y a la Mancomunidad Integral de Servicios Vegas Bajas.

## Símbolos
El escudo heráldico de La Garrovilla es descrito por el siguiente blasón: 

«Partido. Primero, de azur, un dragón de oro y cabalgante en el mismo el Arcángel San Miguel vestido con armadura, espada, rodela y yelmo, de plata. Segundo, de oro, un árbol algarrobo, arrancado, de sinople. Al timbre, corona real cerrada».

Por su parte, la bandera municipal responde a esta configuración: 

«Bandera cuadrada, roja, campeando en su centro el escudo municipal».

## Geografía física
La villa está enclavada en las fértiles tierras agrícolas de las Vegas Bajas del río Guadiana, en su depresión central, en la transición de las tierras de Mérida y las de Montijo. Queda delimitada entre las sierras de San Serván y La Moneda, el Puerto de Sevilla y próxima a la ribera izquierda del río Guadiana, en su margen norte, y al oeste de Mérida. 
Términos municipales limítrofes con el de La Garrovilla
| Noroeste: Montijo           | Norte: Montijo | Noreste: Montijo y Esparragalejo |
| Oeste: Montijo y Torremayor |                | Este: Esparragalejo              |
| Suroeste Torremayor         | Sur: Mérida    | Sureste: Mérida                  |

## Historia

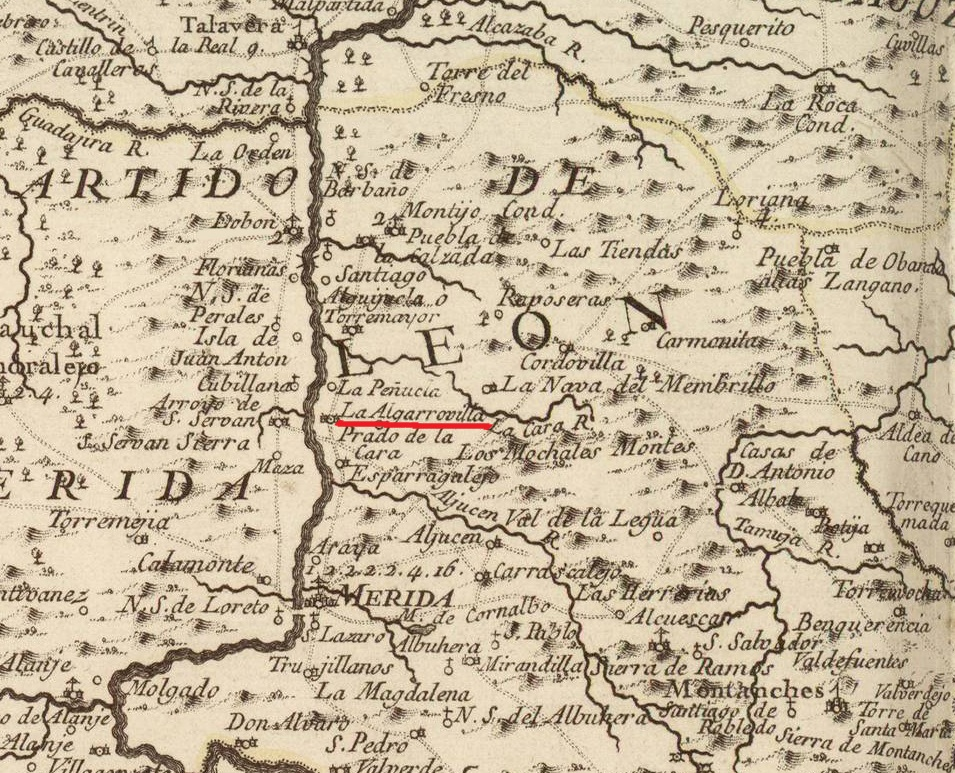
La Algarrovilla en el mapa de la provincia de Extremadura elaborado por Tomás López en 1766

Con la victoria de las tropas de Alfonso IX de León sobre las fuerzas andalusíes de Ibn Hud en la batalla de Alange librada en 1230, la zona de Mérida pasaba a estar bajo control cristiano. La Garrovilla debió aparecer en ese siglo XIII en la comarca de Mérida, con categoría de aldea o lugar, cuando la Orden de Santiago se hizo cargo por entero de la repoblación de toda la zona tras la Reconquista. Es probable que en el lugar existiera un anterior asentamiento musulmán. Esta aldea se integró en la Encomienda de Mérida (fundada por un comendador de Mérida), perteneciente a la Provincia de León de la Orden de Santiago. En 1599 la localidad compró su independencia de Mérida adquiriendo el título de villa.
Tras la derrota española contra los ejércitos napoleónicos en la batalla de Medellín el 28 de marzo de 1809 en el contexto de la Guerra de la Independencia Española, las tropas francesas avanzaron y, entre otras localidades, ocuparon La Garrovilla el 1 de abril. En el transcurso del conflicto la villa, ocupada en varias ocasiones por las tropas galas, resultó muy afectada. Con las transformaciones políticas que a principios del siglo XIX hicieron desaparecer progresivamente el Antiguo Régimen en España, La Garrovilla se constituyó en municipio constitucional en la región de Extremadura por primera vez en 1820. En 1834 quedó integrada en el partido judicial de Mérida. En el censo de 1842 contaba con 110 hogares y 390 vecinos. La localidad comenzó a crecer a partir del año 1864, cuando se terminó la vía férrea Ciudad Real-Badajoz, que incluía una estación en La Garrovilla, actualmente demolida.
La guerra civil española (1936-1939) también afectó a La Garrovilla con la represión franquista posterior a la contienda. El Plan de Transformación y Colonización conocido como Plan Badajoz, iniciado en el año 1952, reactivó las actividades agrícolas en todas las Vegas Bajas y a ello se sumó la construcción en el pueblo de una fábrica azucarera, que desde 1969 hasta finales del siglo XX trajo a La Garrovilla cierta bonanza económica y un aumento demográfico. Desde la Transición española (1975-1978) se viene produciendo la normal alternancia democrática en el ayuntamiento municipal.

## Demografía
La Garrovilla cuenta con una población de 2292 habitantes (INE 2024).
| Gráfica de evolución demográfica de La Garrovilla entre 1842 y 2021                                                   |
| |
| Población de derecho según los censos de población del INE. Población de hecho según los censos de población del INE. |

Como se puede observar, el número de habitantes de la localidad estuvo en constante incremento desde mediados del siglo XIX y alcanzó sus cifras más altas en las décadas de 1950 y 1960, fruto de la reactivación agrícola impulsada por el Plan Badajoz desde 1952, de la puesta en funcionamiento de una fábrica azucarera en la localidad en 1969 y el auge del cultivo de la remolacha para abastecer a ésta. Desde entonces la población experimenta un crecimiento vegetativo negativo.

## Administración y política

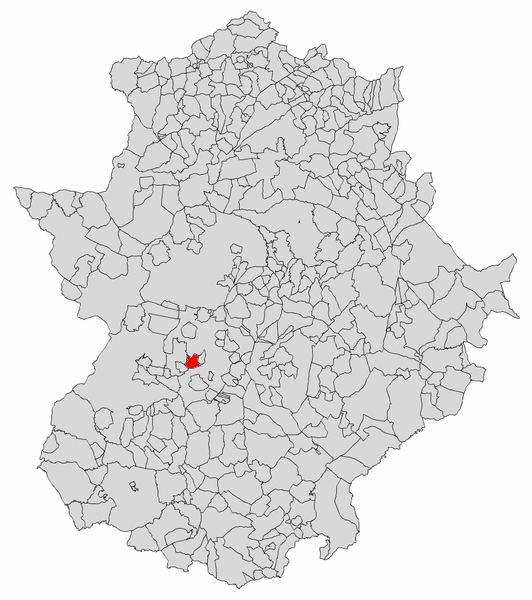
El término municipal de La Garrovilla en el mapa de la Comunidad Autónoma de Extremadura.

El municipio está gobernado desde las elecciones municipales de 2023 por el PSOE y su alcaldesa es Cristina Romero Salgado gracias a un pacto de gobierno con el PP para desalojar a Ciudadanos, que fue la lista que más apoyos recibió con el 41'52 % de los votos.
| Partidos políticos en el Ayuntamiento de La Garrovilla |                         |       |            |            |
| Partido político                                       | Cabeza de lista         | Votos | Porcentaje | Concejales |
| Ciudadanos (Cs)                                        | Belén Solís Cerro       | 647   | 41,52      | 5          |
| Partido Socialista Obrero Español (PSOE)               | Cristina Romero Salgado | 479   | 30,74      | 3          |
| Partido Popular (PP)                                   | Anabel Frutos Pinilla   | 413   | 26,5       | 3          |

### Ubicación político-administrativa
Pertenece a la Comarca de Tierra de Mérida - Vegas Bajas, en la subcomarca Vegas Bajas, que queda integrada, a su vez, en la gran comarca natural de las Vegas del Guadiana. Pertenece al Partido Judicial de Montijo (dependiente de la Audiencia Territorial de Badajoz) y a la Mancomunidad Integral de Servicios Vegas Bajas. Además, pertenece a la comarca turística de Lácara.
A nivel eclesiástico pertenece a la Provincia Eclesiástica de Mérida-Badajoz, a la archidiócesis de Mérida-Badajoz, a la Vicaría Centro-Noroeste (anteriormente denominada de las Vegas Bajas-Raya de Portugal) y al arciprestazgo de Calamonte.

## Patrimonio

### Iglesia parroquial Nuestra Señora de la Asunción
Iglesia parroquial católica bajo la advocación de Nuestra Señora de la Asunción, en la archidiócesis de Mérida-Badajoz.

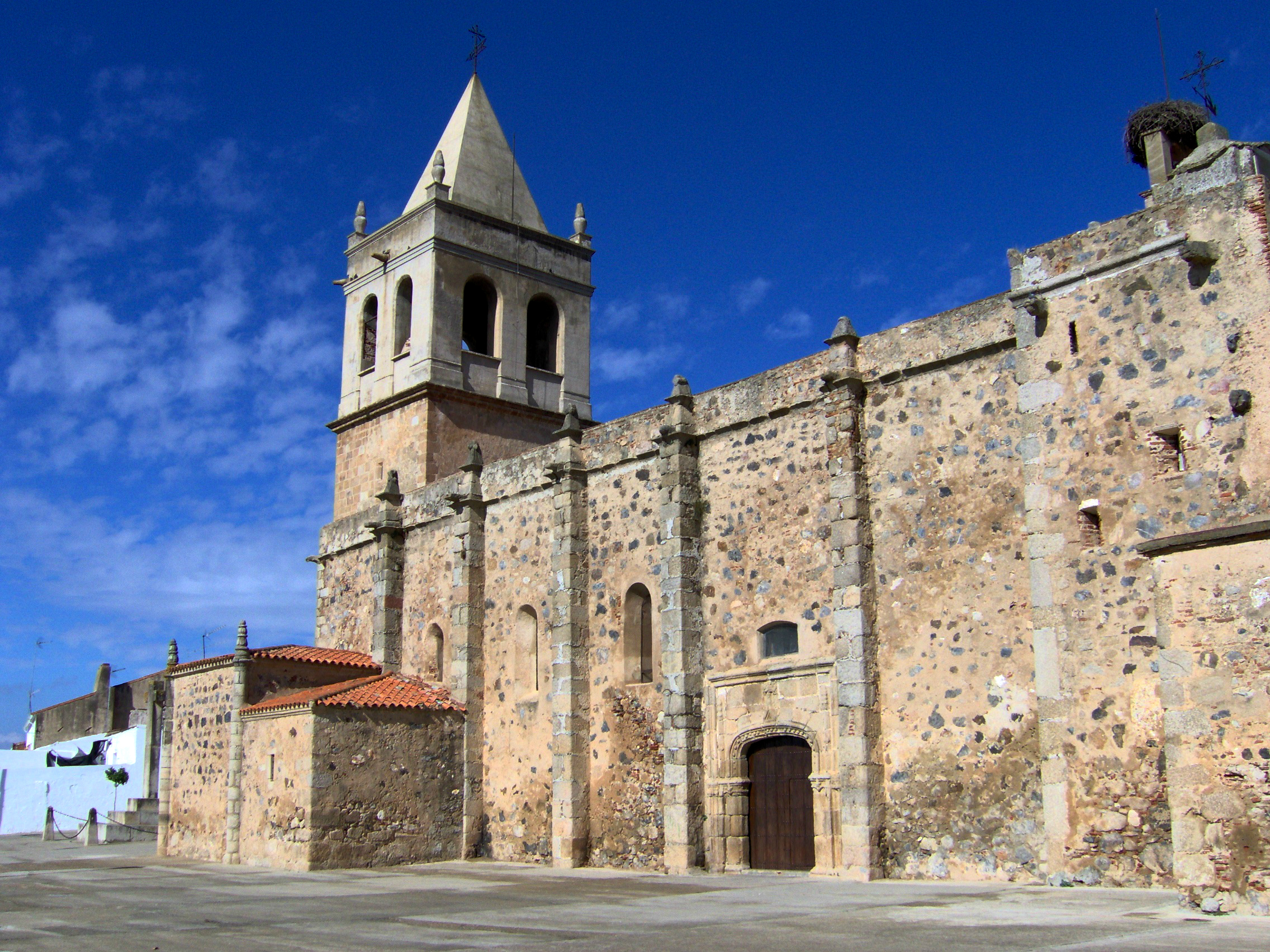
Lateral de la iglesia de Nuestra Señora de la Asunción.

El primigenio templo garrovillano se construyó bajo los preceptos del románico tardío, como vemos en otras iglesias de la zona, y su culto se consagró al Apóstol Santiago el Mayor. Durante el siglo siglo XIV el crecimiento de la población de la Algarrobilla, después La Garrovilla, hizo que se planteara la necesidad de construir uno nuevo o ampliar el que ya se tenía, pero la escasez de documentación impide saber qué se hizo. Lo cierto es que la iglesia actual sería iniciada a comienzos del siglo XVI, como las de Arroyo de San Serván y Valverde de Mérida, pero a diferencia de esas poblaciones citadas, aquí no se ha conservado ni rastro de anteriores templos  parroquiales. Fue entonces cuando se la dotó de una portada plateresca y de esta época se conserva un espléndido sagrario de mármol de estilo gótico flamígero.
La iglesia se erigió en la parte más alta de la villa y hoy se encuentra rodeada de un atrio. Frente a su portada se levanta una cruz de granito. En cuanto al cuerpo del edificio, la mampostería reforzada por contrafuertes de granito sirve para levantar los muros. La única nave del templo se cierra con una bóveda de medio cañón y marcados arcos fajones, mientras que las bóvedas del altar y la capilla bautismal conservan los nervios cruzados de la obra tardo-gótica. Al exterior una cubierta de teja a dos aguas y sobre la portada principal en los pies del templo se erige orgullosa la torre campanario. Esta torre se compone de tres cuerpos, el inferior, en que se abre la portada principal, está además horadado por una ventana cuadrangular que da luz al coro, el intermedio no cuenta con ningún ornato excepto un vano circular abocinado y el cuerpo superior, que es el campanario propiamente dicho, se compone de dos arcadas en cada una de sus cuatro caras y sendos pináculos en sus esquinas. La torre se cierra con una cubierta piramidal, común en la Baja Extremadura, que tras un reciente remozado aparece enlucida.
La portada sur, de estilo gótico, carece de monumentalidad y es conocida popularmente como Puerta del Sol. Está formada por un arco rebajado, una moldura con forma de arco conopial, un alfiz y un largo rosario de bolas, elemento este propio del gótico isabelino. Del exterior del templo también son reseñables dos ventanas altas de estilo mudéjar que dan luz al altar, una de arco de herradura y la otra de arco conopial enmarcado en alfiz. Hoy aparecen aisladas y muy retocadas tras diversas restauraciones.
Portada plateresca
De acuerdo con el historiador del arte Román Hernández Nieves, la portada principal de la iglesia parroquial de La Garrovilla, típicamente plateresca, produce una agradable impresión por dos razones: su proporción y armonía, y su elegante factura. El equilibrio entre líneas horizontales y verticales, la proporción de los cuerpos, la justa combinación de elementos arquitectónicos y decorativos le confieren un atractivo aspecto. Por otra parte, la cuidada ejecución y la magistral labra de su piedra nos muestran el quehacer de un maestro cantero de primera fila, de la categoría de los que labraron las mejores portadas platerescas de Extremadura. «No nos resistimos a imaginar el esplendor y el alarde técnico de esta obra recién terminada.»

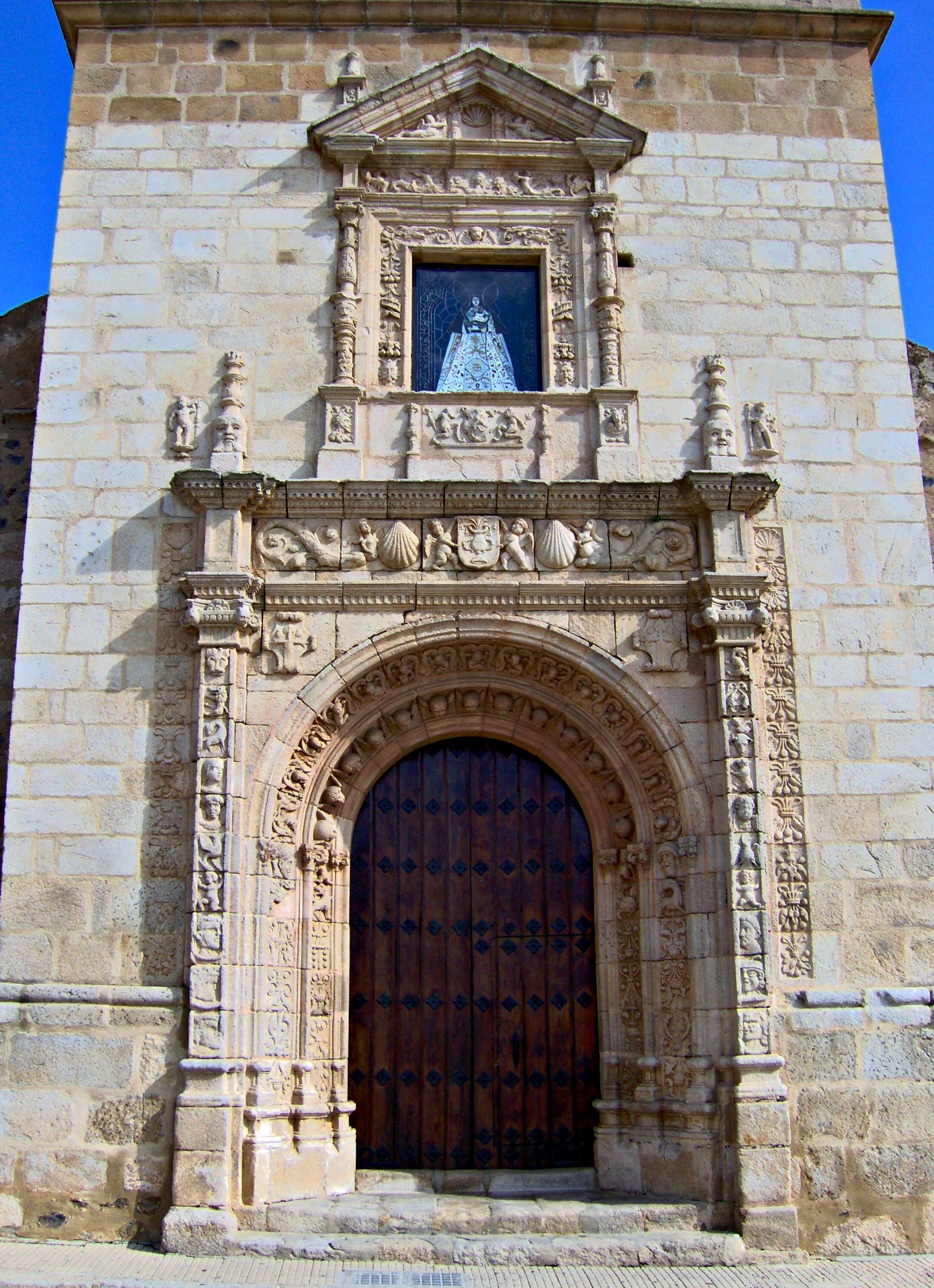
Portada plateresca de la iglesia parroquial de Nuestra Señora de la Asunción.

La portada, labrada en granito, se compone de dos cuerpos. El inferior consta de dos pilastras cajeadas sobre sotabasas lisas, estas enmarcan la entrada abocinada con arco de medio punto, formado por dos arquivoltas y jambas entre baquetones. Por el exterior y desde la línea del zócalo, se dibujan otras pilastras cajeadas con una decoración de candelieri que se rematan en un putti. Horizontalmente un friso corrido entre cornisas separa este cuerpo del superior. A plomo sobre las pilastras cajeadas se disponen flameros a modo de pináculos.
El segundo cuerpo arranca de un basamento con plintos en los extremos, en los que montan finos balaustres, y sobre el friso se dispone un frontón triangular con otros plintos en los extremos, en los que apoyan flameros. Este cuerpo alberga la ventana rectangular del coro. Las pilastras más externas se decoran de forma similar a las internas con motivos vegetales en haces y rematando en una venera. Las pilastras propiamente dichas e inmediatas al vano de ingreso presentan una variada ornamentación en la que, de abajo arriba, se encuentran: tres rostros, putti, águila, cabeza de angelito, león rampante, bucráneo, lira y dragón. A la izquierda, tres rostros, putti, águila, ángel, rostro femenino, animal fabuloso, león rampante y cabeza de un león. Estas pilastras se coronan con capiteles jónicos. Las jambas se ornamentan con motivos vegetales hasta casi la línea de imposta se ubican un animal fabuloso con la cabeza vuelta y un rostro. En la arquivolta interna se colocan querubines y en la externa puttis en diferentes posturas enmarcados dentro de liras, en el centro del friso dos angelitos presentan el escudo con el jarrón de azucenas alusivo a la Virgen y ambos lados dos harpías sostienen conchas santiaguistas. En las enjutas se exhiben dos cartelas con la cruz de la Orden de Santiago. Las cornisa inferior del friso se decora con hileras de dentículos y la superior, más desarrollada, con dentículos y ovas. Sobre los plintos cajeados de los extremos de este friso, a plomo, se instalan los citados flameros a modo de pináculos, que presentan en su parte inferior rostros.
El templete que constituye el cuerpo superior se inicia en un basamento. En el frente de los plintos de este se efigian dos rostros, el de un hombre con mostacho y el de una mujer. En el centro dos figuras arrodilladas presentan una cartela con un león rampante. La cenefa que bordea el vano se ornamenta con motivos vegetales, rostros, putti y un ángel cantando en la clave. El friso agrutescado de este cuerpo se decora simétricamente con pegasos en los extremos, torsos masculinos terminados en tallos hacia el centro y en el eje una cartela con un joven rostro femenino. En el tímpano del frontón aparecen dos ángeles, de posturas forzadas por el exiguo espacio, afrontados sobre una hornacina con venera.
Aparte de los motivos simbólicos tan característicos del repertorio plateresco, el programa iconográfico alude a la Virgen en la cartela central del friso inferior y en la vidriera de la hornacina, de reciente colocación. Otras referencias están relacionadas con la Orden de Santiago en la provincia de León en las veneras y en las cartelas de las enjutas. Estilísticamente esta portada se inscribe dentro del código ornamental plateresco, pero se advierten indicios clasicistas en el remate del cuerpo superior en forma de frontón.
Interior
Al penetrar en la iglesia se encuentra un vestíbulo de 4,50 x 2,85 metros, y tras ella se accede a la única nave, de casi 30 m de largo por unos 11 de ancho. El espacio se cubre con una airosa bóveda de medio cañón y marcados arcos fajones de granito que apoyan en cinco pilastras y la dividen en seis tramos. A los pies, en el lado de la epístola, se encuentra la capilla bautismal con su alta puerta de arco de medio punto. Las jambas presentan estrechas columnillas adosadas que quedan rematadas por capiteles de decoración vegetal a los que se superponen dos caras grotescas. El intradós se rellena con un friso de candelieri alternados con más figuras grotescas. La pila bautismal del interior está hecha de piezas de granito reutilizadas: basa de columna romana, fuste torso (quizá de columna visigoda) y taza semiesférica sin ninguna decoración. En la pared lateral de esta capilla se abre una puerta hacia un cuarto construido a mediados del siglo XVIII. Al otro lado de la entrada y bajo la sencilla escalera pétrea que da acceso al coro y el campanario se conserva un sarcófago rectangular sin más interés que su antigüedad, ya que se cree visigodo.
Un elemento reseñable es el espléndido sagrario-alacena del lado del evangelio del altar. Hecho en mármol grisáceo veteado, se compone de un vano polilobulado sobre el que se desarrolla una tracería flamígera del gótico tardío y cuatro pináculos en los que apenas se distinguen ya las formas antropomórficas que los constituían. Otra obra de escultura pétrea es el púlpito de piedra situado a mitad de la nave en el lado del evangelio. Su desgaste y tosquedad lo remiten seguramente al primitivo templo románico y consta de un grueso fuste de mármol coronado por un capitel tallado con cinco cabezas de león ya apenas reconocibles. Encima otros dos cuerpos de granito van ensanchándose en altura hasta la base del púlpito, el primero con decoración vegetal y el superior con cuatro cabezas de carnero separadas por sintéticas figuras geométricas. Por último, citar una pila de agua bendita en la entrada, con pie de mármol afacetado y una gran cruz de Santiago en la taza.

### Ermita de San Isidro Labrador
La ermita de San Isidro Labrador, patrón de agricultores y campesinos, fue inaugurada el miércoles 15 de mayo de 1957. Se levantó junto a la ribera del río Lácara en el terreno de la finca Mancha de las Vacas, a 4 km al oeste de la localidad, en medio de un paraje entonces poblado por encinas y olivos.  

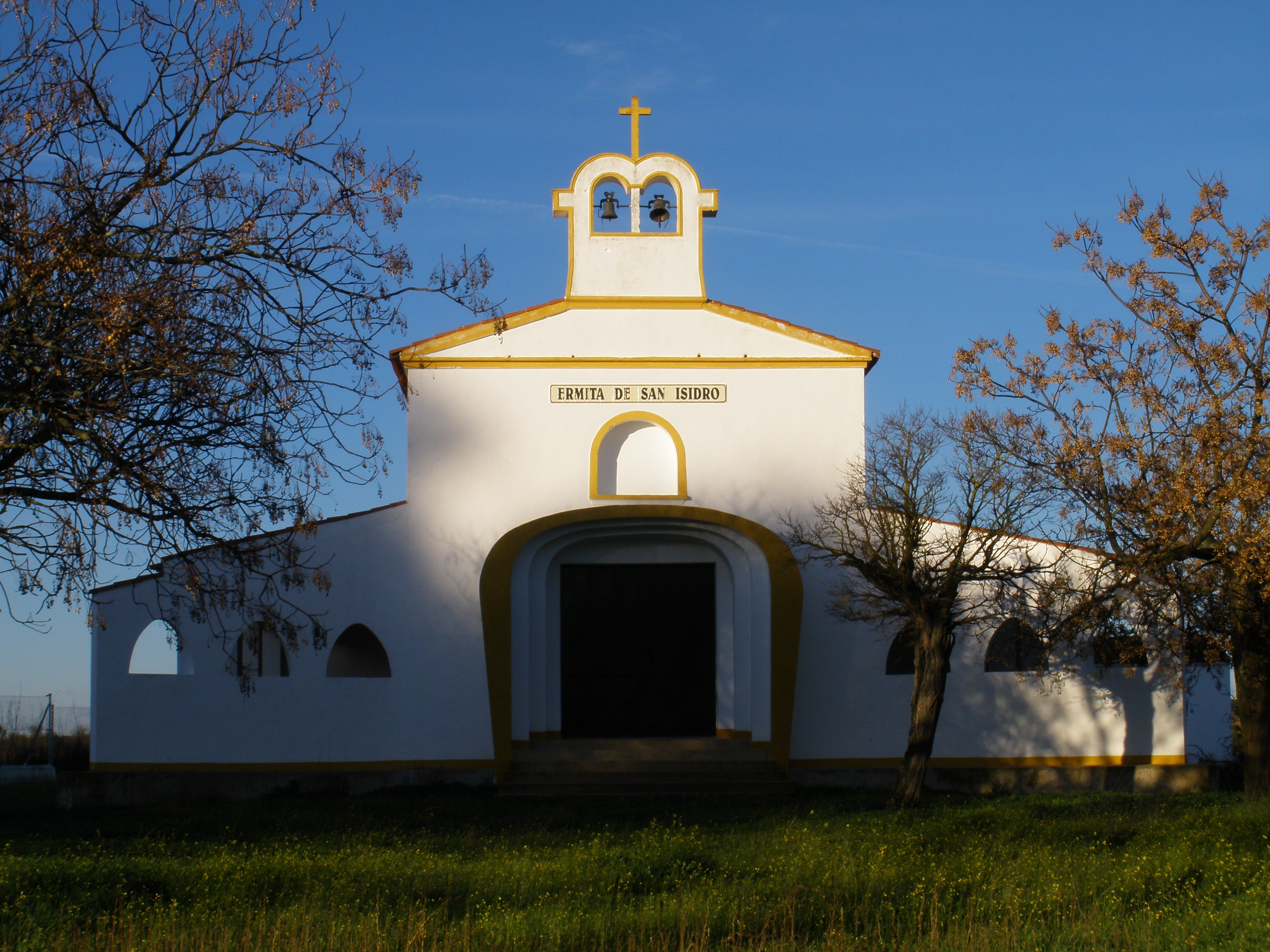
Ermita de San Isidro Labrador de La Garrovilla.

El templo consta de una única nave de planta cuadrangular, su interior está iluminado por ocho ventanas altas, la portada se enmarca con un abocinamiento en forma de arco carpanel y su fachada se corona con una espadaña que alberga dos campanas. La obra original tenía un exterior de piedra vista, pero en 1960 se le adosaron dos porches y un arco sobre la portada principal, tras lo que la obra se enfoscó en su totalidad. En su sencillo interior destacan los arcos formeros de medio punto que articulan las paredes laterales. Hacia mediados de la década de 1960 el terreno circundante se parceló y se puso en cultivo, por lo que se comenzaron a arrancar las encinas y los olivos. 
En 1969 se celebró la última romería en la finca original, aunque se continuaron celebrando anualmente las misas en honor a su santo patrón. Desde 1998 los garrovillanos vuelven a celebrar en sus inmediaciones la romería del 15 de mayo. Entre los años 2000 y 2001 el recinto de la ermita se cercó y en 2002 se amplió el terreno para la romería con la plantación más de más de cien olmos. La última intervención importante en la ermita se produjo en 2003, cuando se techaron con tejas los porches laterales y se colocaron los azulejos con el nombre del templo sobre la portada.

### Pilar romano
El conocido como Pilar romano o Pilar de la Sal es un abrevadero para el ganado que se encuentra a medio kilómetro al norte del casco urbano, junto al arroyo Salado, el cual discurre a través de la población. A pesar de su nombre, no se conoce la fecha de construcción del pilar, por lo que pudo ser excavado en algún período posterior a la Edad Antigua. Su agua proviene de un pozo abierto en su extremo techado.

### El Embalse de Los Canchales
El Embalse de Los Canchales se encuentra al norte de La Garrovilla y constituye un enclave húmedo de una riqueza biológica excepcional, donde se realizan trabajos de estudio y seguimiento a comunidades de especies ligadas al medio acuático.

## Cultura

### Fiestas

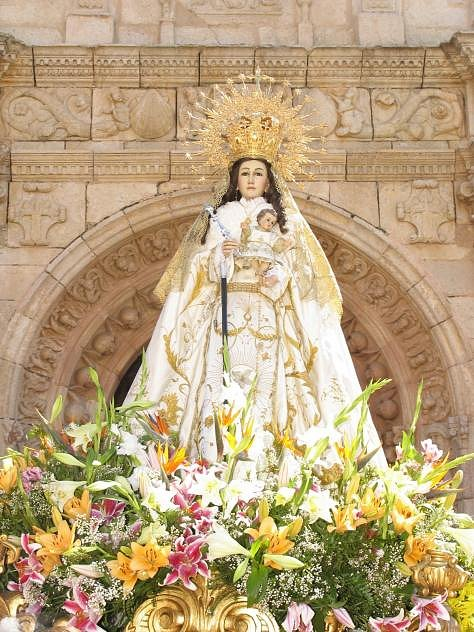
Virgen de la Caridad, patrona de La Garrovilla

La Virgen de la Caridad es la patrona de La Garrovilla. Tiene su origen en 1494, bajo la advocación de la Virgen de Lácara, que más tarde pasó a ser Virgen de la Caridad. Cuenta la leyenda que alrededor de 1490, un día de lluvia, en los aledaños de la villa, fue encontrada una imagen de talla morena en las riveras del río Lácara. Poco después se erigió una ermita en el lugar de la aparición.
Las fiestas en honor a Ntra. Sra. de la Caridad comienzan el Domingo de Resurrección con los fuegos artificiales que marcan el inicio de las celebraciones principales de la feria de la localidad. El Lunes de Pascua es el día más grande del año para todos los garrovillanos y garrovillanas, pues la Virgen de la Caridad sale en procesión. Las fiestas finalizan el martes. Asimismo, son celebraciones importantes la romería de San Isidro Labrador, que se celebra el 15 de mayo, y las fiestas del Cristo, que tienen lugar el 14 de septiembre.
También son celebradas en la localidad las procesiones de Semana Santa, así como los tradicionales festejos en época de Navidad, Año Nuevo y Reyes Magos, sin olvidar la del 8 de septiembre (Día de Extremadura).
En los festejos propios de Carnavales, se viene celebrando desde 2014 la "Muestra Arte de Carnaval en Vegas Bajas", con gran afluencia de público, acogiendo a numerosas comparsas de la región. También, con la denominada "Carrera de Autos-Locos", cuya iniciativa permite ver simpáticas creaciones de coches en un ambiente festivo.

## Deportes
El Sporting Club La Garrovilla abarca diferentes categorías dentro del fútbol y el fútbol sala, además de contar con un equipo sénior de balonmano. Pero el gran referente es el equipo femenino de fútbol sala, que en 2016 ascendió a segunda categoría nacional. Compite dentro de Federación extremeña y su equipación es camiseta azul, pantalón blanco y medias azules. UNIATEC La Garrovilla Fútbol Club, que también viste de azul y blanco, es un equipo de fútbol sala que tiene modalidad masculina desde 2010 y femenina. Asimismo, existe en la localidad el Club Ciclista La Garrovilla.
Recientemente se ha fundado el Sport Club La Garrovilla, que cuenta con un equipo de fútbol.